# 中山朝正
中山朝正，生卒年不詳，是日本戰國時代的武將。最上氏家臣，出羽長崎城主，擁有七千石領地。中山朝政之子，自稱玄蕃頭。
與寒河江氏同為大江廣元之後，本來為其效力，但是在1584年遭到最上義光攻打時投降，受到最上義光信用，
1587年最上義光利用大寶寺家叛將東禪寺義長兄弟攻入庄內後，擔任最上義光的代官，成為尾浦城主，負責最上家對庄內的統治，後不敵協助大寶寺氏恢復舊領的本庄繁長（十五里原之戰），敗逃回出羽。
於1600年，上杉軍攻打長谷堂城同時，長崎城亦遭到直江兼續攻擊，中山朝正不敵戰敗，城池被佔。此後生平不明。